# Strada principale 29
La strada principale 29 (H29; in tedesco Hauptstrasse 29; in francese route principale 29) è una delle strade principali della Svizzera.

## Percorso
La strada principale 29 si dirama presso Samedan dalla strada principale 27 dirigendosi verso sud; oltrepassata Pontresina inizia a salire verso il passo del Bernina, e quindi ridiscende verso la Val Poschiavo, dove tocca i centri abitati di Poschiavo e Brusio.

Termina presso Campocologno al confine italiano; oltre esso prosegue verso Tirano con la classificazione di SS 38 dir/A.